# VEMAC

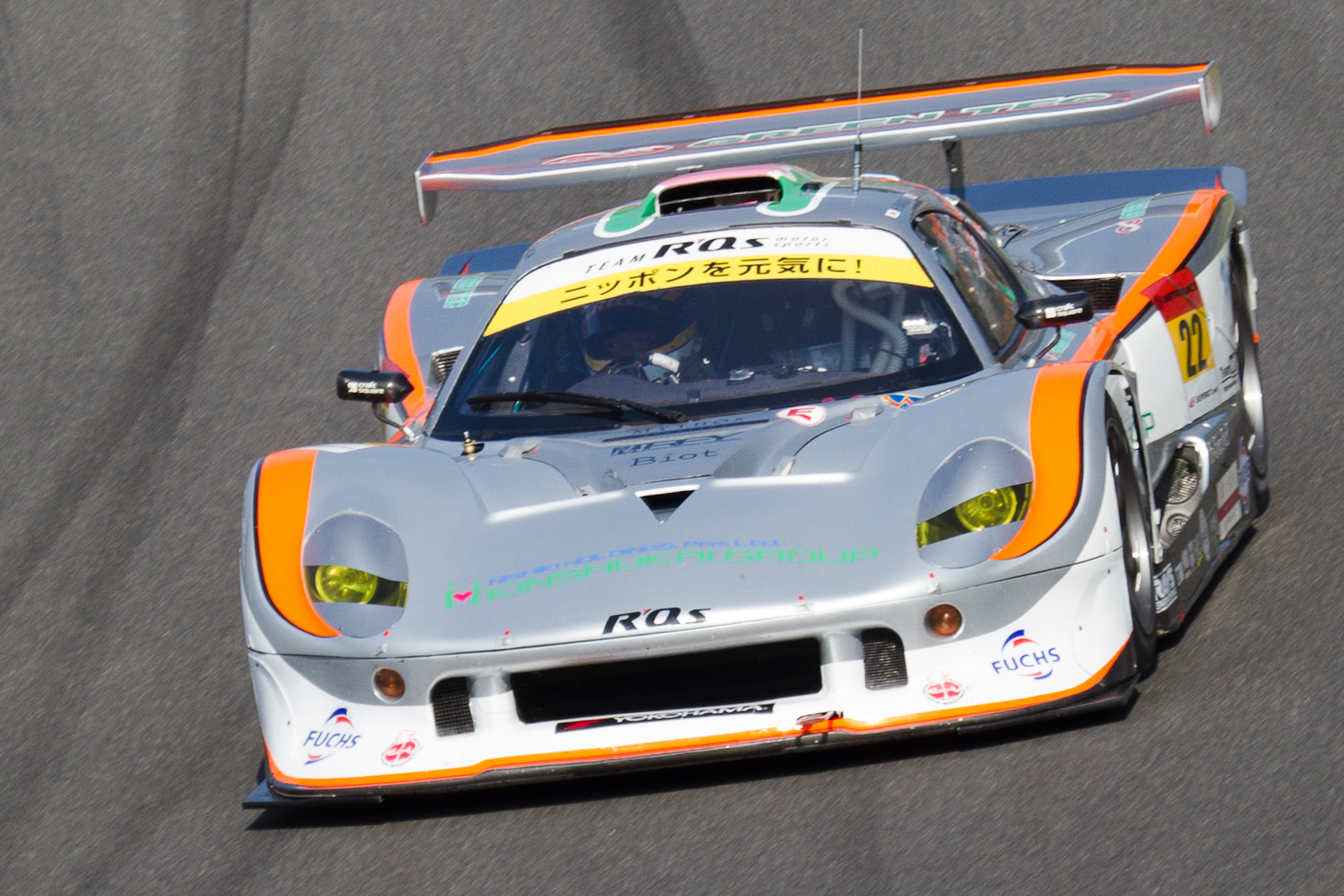
Vemac 350R

VEMAC（ヴィーマック）は、日本の東京R&Dとイギリスのヴィーマック・カー・カンパニーの設計によって生まれた少量生産スポーツカーである。

## 概要
レーシングカー「カドウェル」の人気により、東京R&D顧問（当時）の畑川治が東京R&D取締役（当時）の小野昌朗に「カドウェルのロードバージョンを作ろう」と提案したことが始まりだった。
開発はスポーツカーの本場とも言うべきイギリスで、小野の旧友である元レーシングドライバーのクリス・クラフトの協力のもと進められた。クラフトはゴードン・マレーと共にロケットを開発・少量生産した経歴があった。加えて、モータースポーツを通じて関係を持っていたアメリカのIT事業家であるヴァーノン・フォザリンガムの協力のもと、東京R&Dとの合弁で1998年に「VEMAC社」が設立された。同年、VEMACの製造と販売のため、VEMAC社100%の出資により「ヴィーマック・カー・カンパニー」がイギリスのエセックスに設立された。社長はクリスの長男であるルーク・クラフトが就任した。
1999年、完成したクレイモデルがイギリスに輸送され、正式に「CR（Cadwell Road version）」プロジェクトと命名された。開発車両は「FOTON」というコードネームで呼ばれ、日本・イギリス・アメリカの合同チームにより車両開発が進められた。
エンジンは自社開発のリスクを避けるべく、動力性能、環境性能において優れているホンダ製の直列4気筒エンジンを採用し、自社開発のトランスミッションとともに搭載した。フレームは東京R&Dで実績のあるスチールチューブフレームを採用した。
車名の「VEMAC」は、この車の開発に深く携わったヴァーノン（VErnon）、昌朗（MAsao）、クリス（Chris）の名前のアルファベットから名付けられ、また車種名の「RD」は東京R&Dから名付けられた。
2000年に初代モデル「RD180」の販売を開始。2004年には「RD200」にフルモデルチェンジした。
2009年10月を最後に公式サイトの更新は無くなり、それ以降の動向についての公式リリースは存在しない。ヴィーマック・カー・カンパニー自体は2016年に休止状態となり、法人としては2019年に解散した。

## 車種一覧

### RD180
2000年に販売開始。
ホンダ製のB18C型1.8L水冷直4VTECエンジン（インテグラSIR-Gに搭載）を、縦置きでミッドシップに搭載。トランスミッションは新設計である。ハンドル位置は右だが、レーシングカーを意識してシフトレバーも運転手の右手側に設けられた。
最高出力は180psで、車体重量は950kg。パワーウェイトレシオは5.28kg/psに抑えられたことで、良好な運動性能と加速性能を実現した。

### RD200
RD180の後継車として2004年に発売。
インテグラタイプRに搭載された、ホンダ製のK20A型2.0L水冷直4i-VTECエンジンを搭載する。RD180は縦置きレイアウトだったが、RD200では横置きに変更された。RD180同様、シフトレバーは右手側にある。
最高出力は220ps、車重は890kgと、RD180に対して出力アップと軽量化がなされ、パワーウェイトレシオは4.05kg/psに向上した。当時の価格は867万3千円。
ヴィーマック・カー・カンパニーが解散したため、現在は生産されていない。公式情報が無いため正確な生産期間は不明だが、生産台数は20数台とされている。

### RD320R・RD350R・RD408R
三台ともレース車両として開発されたマシン。2002年から2012年にかけて全日本GT選手権とその後継であるSUPER GTの主にGT300クラスに参戦していた。詳細はR&D SPORTを参照のこと。

### RD408H
2005年に発表。東京R&Dの電気自動車開発技術を活かして製作されたハイブリッドスポーツカーで、モータースポーツや少量生産スポーツカーの可能性を模索するためのコンセプトモデルだった。かつて鈴鹿市のショールームで展示されていたこともあった。。
エンジンはM-TEC製4.0LV8エンジン「MF408S」を搭載し、モーターはピューズ製の液冷ツインモーターを搭載。システム全体で802ps（エンジン598ps+モーター204ps）という高出力を発揮する。

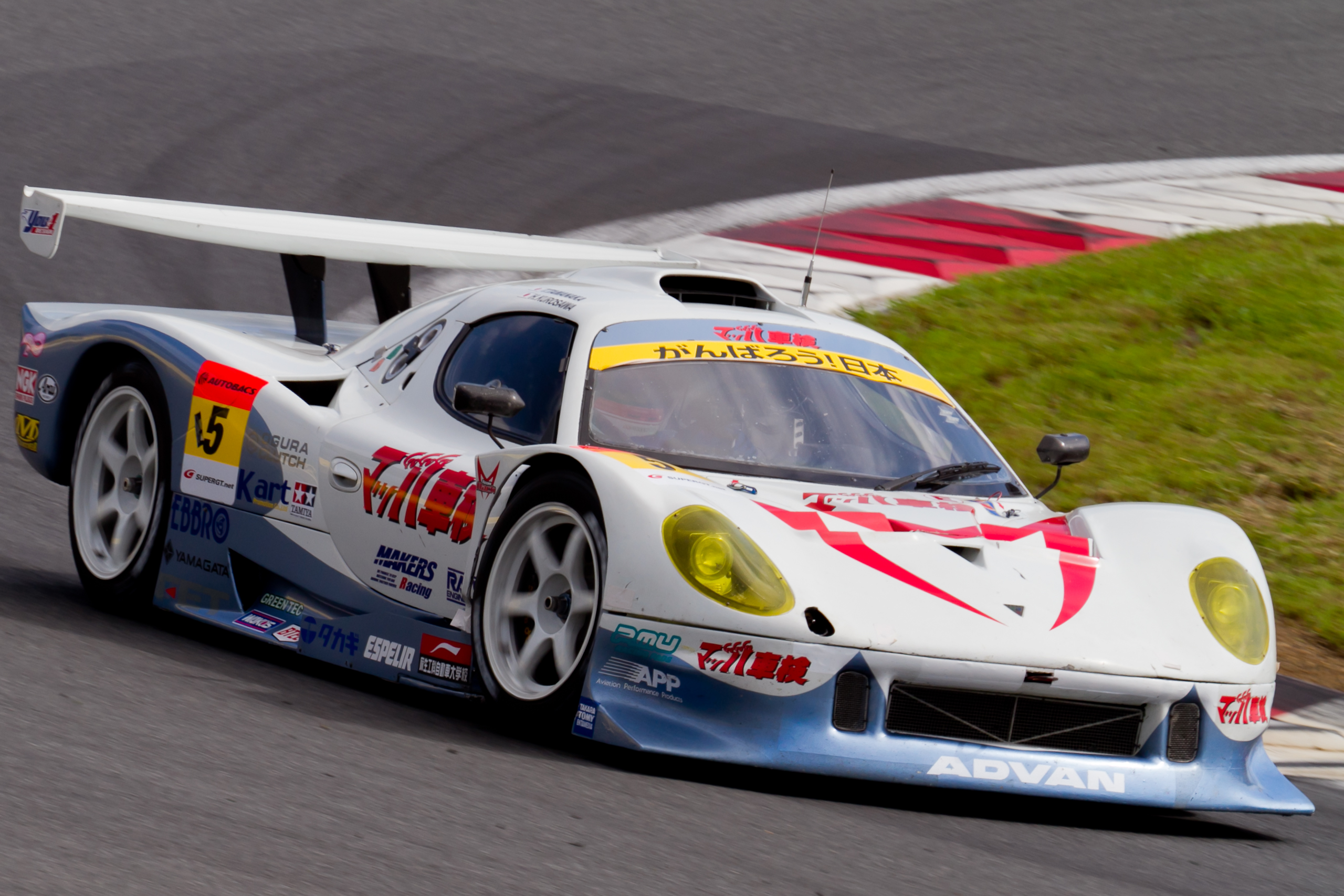
RD320R
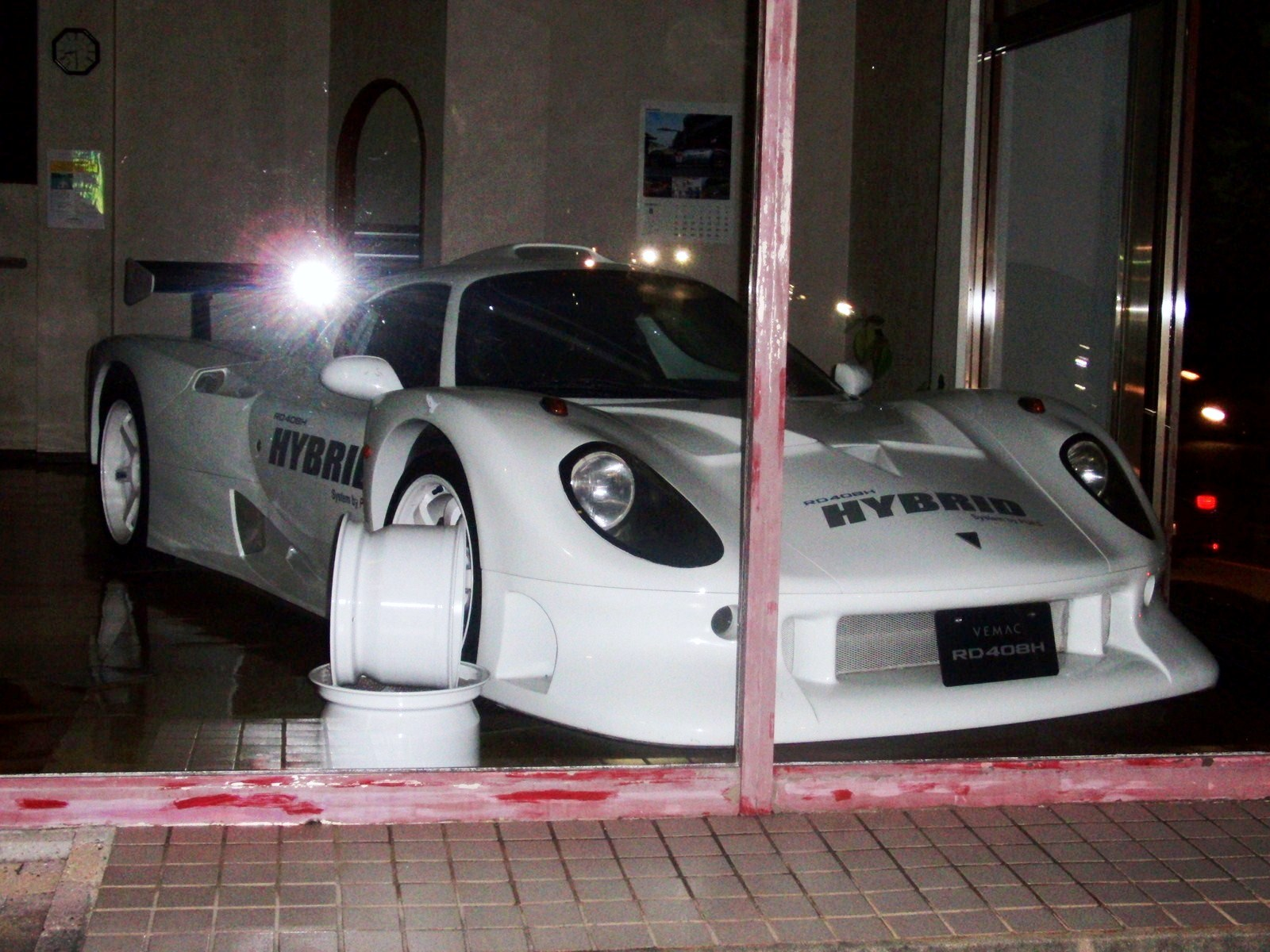
RD408H